# Stange
Stange è un comune norvegese della contea di Innlandet.

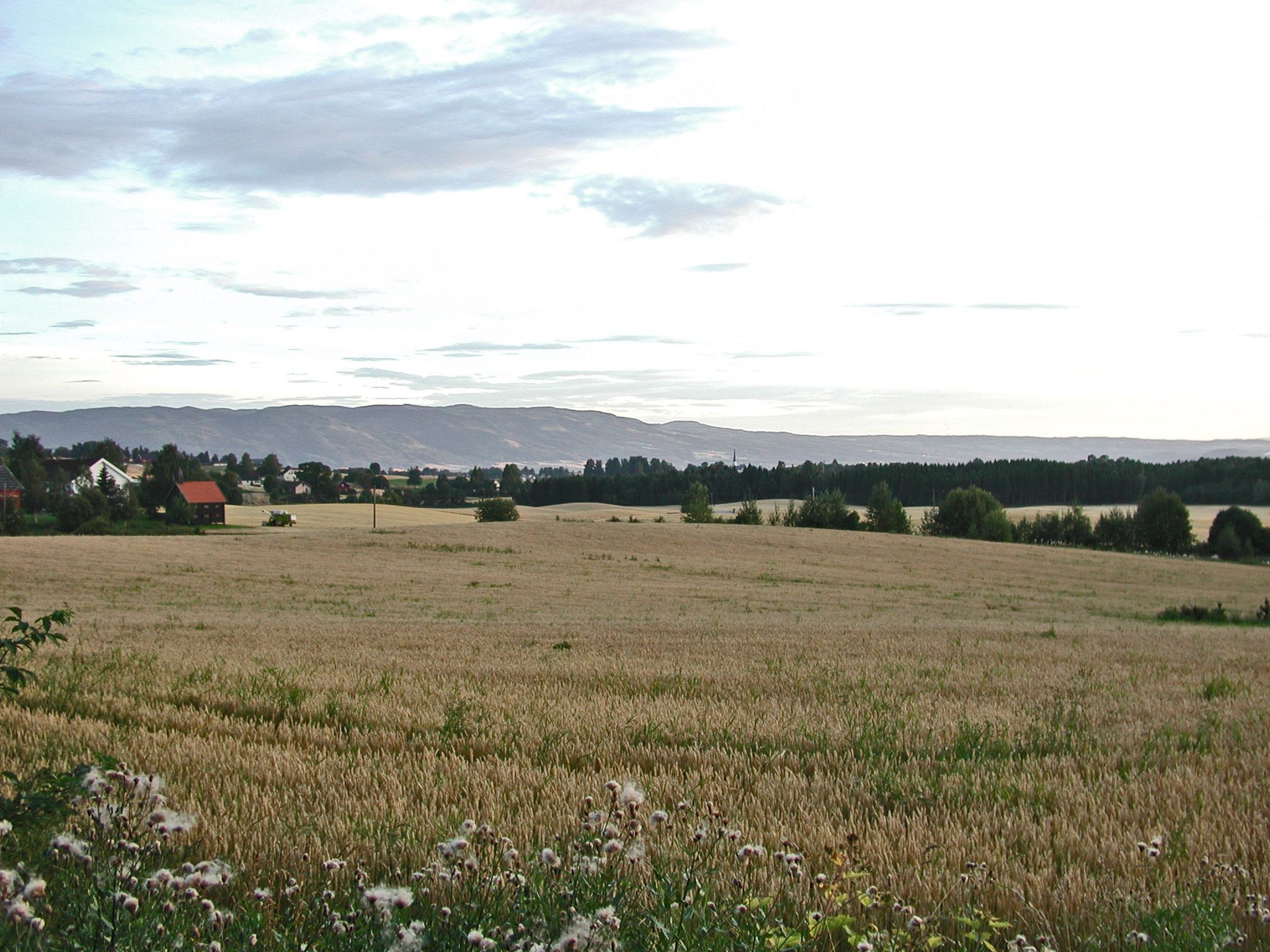
Campagna nel territorio di Stange